# Helmstorf, Plön
Helmstorf là một đô thị thuộc huyện Plön, trong bang Schleswig-Holstein, nước Đức. Đô thị Helmstorf, Plön có diện tích 12,73 km², dân số thời điểm 31 tháng 12 năm 2006 là 330 người.